# Maciej Berbeka
Maciej Berbeka (Zakopane, 17 ottobre 1954 – Broad Peak, 6 marzo 2013) è stato un alpinista polacco. Conosciuto per aver scalato in prima invernale il Broad Peak, il Manaslu e il Cho Oyu.
Berbeka ha realizzato la prima salita invernale dell'ottomila Manaslu, il 12 gennaio 1984, con Ryszard Gajewski; del Cho Oyu, il 12 febbraio 1985, con Maciej Pawlikowski (l'unica salita invernale sull'ottomila effettuata lungo una nuova via); ha inoltre scalato e raggiunto l'Annapurna I e l'Everest. 
È stato il primo al mondo ad aver raggiunto gli 8000 m in inverno nel Karakoram - Rocky Summit (8028 m) del 1988, il 6 marzo. Questo avvenne esattamente 25 anni prima della sua scomparsa sul Broad Peak, che aveva scalato il 5 marzo 2013 con Adam Bielecki, Tomasz Kowalski e Artur Małek.
Lui e il suo compagno di squadra Tomasz Kowalski sono scomparsi il 6 marzo 2013 mentre scendevano dal Broad Peak. 
Sono stati dichiarati morti due giorni dopo.
La storia delle due scalate di Berbeka sul Broad Peak è raccontata nel film di Netflix Broad Peak del 2022.